# Villy Christensen
Villy Christensen (født 16. april 1930, død 27. december 2019) var en dansk, socialdemokratisk politiker, skoledirektør, cand.theol. og cand.psych.
Villy Cristensen er født og opvokset på et husmandssted i Humlum Sogn. Han havde sin skolegang i Struer, efterfulgt af lærereksamen fra Nørre Nissum Seminarium i 1951. Efter otte år med lærerjob og et studieophold i USA blev han cand.theol. i 1956 og cand.psych. i 1959, efterfulgt af syv år som seminarieadjunkt i Nørre Nissum. I 1966 blev Villy Christensen skoledirektør i Frederikshavn.
Han blev i 1970 valgt til byrådet i Frederikshavn for Socialdemokratiet og straks valgt til byens borgmester, en post han bestred frem til 1985, hvor han valgte ikke at genopstille. I stedet valgtes han til medlem af amtsrådet for Nordjyllands Amt i perioden 1986-1998.
Villy Christensen har gennem årene bestridt en lang række tillidsposter, blandt andet som medlem af flere menighedsråd, af Religionslærerforeningens bestyrelse, af hovedbestyrelsen for KFUM-Spejderne i Danmark, af bestyrelsen for Kristeligt Dagblad, Frederikshavns Avis og Nordjyske Stiftstidende, formand for Teknisk Skoleforening, Kommuneforeningen for Nordjyllands Amt samt Naturplanlægningsselskabet i den midt- og nordjyske region.
Som pensionist vendte Villy Christensen tilbage til sin hjemegn i Vestjylland sammen med sin hustru Hanne. De boede i Nørlem ved Lemvig. De har fire børn og ti børnebørn. Villy Christensen havde også som pensionist været aktiv i det lokale kirkelige, kulturelle og politiske liv, blandt andet som medlem af Lemvig Provstiudvalg og formand for Lemvig Ældreråd.